# نور إيلي
نور إيلي كان ملك آشور من 1466 قبل الميلاد حتى 1454 قبل الميلاد.
| سبقه انليل ناصر الأول | ملك آشور 1466 ق.م. - 1454 ق.م. | تبعه آشور شادوني |